# Oslo Volley
Oslo Volley est un club norvégien de volley-ball fondé en 1999 et basé à Oslo, évoluant pour la saison 2020-2021 en Mizunoligaen.

## Palmarès
- Championnat de Norvège[3]
  - Vainqueur : 2013.
  - Finaliste : 2006, 2007, 2008, 2009, 2011, 2012, 2014[4]2015, 2016, 2017.

## Entraîneurs successifs
- 2012-2016  Marko Milosevic
- 2016-2017  Michal Placek
- 2017-2020  Morten Kvamsdal
- 2020- ...       Ruben Løvli

## Effectifs

### Saison 2020-2021
| No                                     | Nom                                    | Date de naissance                      | Taille                         | Poids                          | Poste                          |
| -------------------------------------- | -------------------------------------- | -------------------------------------- | ------------------------------ | ------------------------------ | ------------------------------ |
| 1                                      | Julie Varga                            | 4 janvier 1995                         | 182                            |                                | Réceptionneuse-attaquante      |
| 2                                      | Helene Reinhardsen                     | 1er avril 1997                         | 176                            |                                | Passeuse                       |
| 3                                      | Ema Imbrasaité                         | 8 juin 1999                            | 175                            |                                | Centrale                       |
| 4                                      | Inger Mari Hellebust                   | 15 mai 1990                            | 181                            |                                | Attaquante                     |
| 5                                      | Elise Rehn Bakken                      | 23 juin 2003                           | 166                            |                                | Passeuse                       |
| 6                                      | Ane Spurkeland                         | 2 août 1993                            | 173                            |                                | Réceptionneuse-attaquante      |
| 7                                      | Ida Jørundland Berg                    | 28 juillet 1995                        | 169                            |                                | Passeuse                       |
| 8                                      | Karen Evelyn Seierstad                 | 1er juin 2002                          | 176                            |                                | Centrale                       |
| 9                                      | Ane Therese Aastebøl                   | 4 décembre 1997                        | 184                            |                                | Centrale                       |
| 10                                     | Sara Kiserud                           | 15 septembre 2000                      | 171                            |                                | Réceptionneuse-attaquante      |
| 11                                     | Cornelia Ellen Eikeri                  | 6 avril 2002                           | 183                            |                                | Centrale                       |
| 12                                     | Anđelina Babić                         | 21 novembre 2002                       | 169                            |                                | Libero                         |
| 15                                     | Victoria Jellestad Demmene             | 3 mai 1998                             | 181                            | 80                             | Réceptionneuse-attaquante      |
|                                        |                                        |                                        |                                |                                |                                |
| Encadrement technique                  | Encadrement technique                  |                                        | Légende                        | Légende                        | Légende                        |
| Entraîneur : Ruben Løvli               | Entraîneur : Ruben Løvli               | Entraîneur : Ruben Løvli               | : Capitaine                    | : Capitaine                    | : Capitaine                    |
| Entraîneur(s) adjoint(s) : Frode Walde | Entraîneur(s) adjoint(s) : Frode Walde | Entraîneur(s) adjoint(s) : Frode Walde | : Joueuse blessée actuellement | : Joueuse blessée actuellement | : Joueuse blessée actuellement |